# Union cap-verdienne indépendante et démocratique
L'Union cap-verdienne indépendante et démocratique (União caboverdiana independente e democrática, UCID) est un parti politique de tendance chrétienne et conservatrice fondé en 1978 à Rotterdam par un groupe d'opposants au régime du Parti africain pour l'indépendance du Cap-Vert.
L'UCID est membre de l'Alliance démocratique pour le changement (Aliança Democrática para a Mudança, ADM), coalition regroupant également le Parti de la convergence démocratique et le Parti du travail et de la solidarité.
Il n'obtient aucun siège aux élections législatives de 1995. L'ADM obtient 6,12 % des voix et deux sièges sur 72 lors des élections législatives de 2001. En 2006, l'UCID participe seule aux élections obtenant 2,64 % des voix et deux sièges.

## Résultats électoraux
| Année | Voix   | %     | Sièges | +/–    | Rang | Position   |
| ----- | ------ | ----- | ------ | ------ | ---- | ---------- |
| 1995  | 2 369  | 1,54% | 0 / 72 | Stable | 4e   | Opposition |
| 2001  | 8 389  | 6,12% | 2 / 72 | 2      | 3e   | Opposition |
| 2006  | 4 495  | 4,90% | 2 / 72 | Stable | 3e   | Opposition |
| 2011  | 9 294  | 4,90% | 2 / 72 | Stable | 3e   | Opposition |
| 2016  | 15 488 | 6,87% | 3 / 72 | 1      | 3e   | Opposition |
| 2021  | 19 868 | 9,03% | 4 / 72 | 1      | 3e   | Opposition |